# Mariánský sloup (Bečov nad Teplou)
Mariánský sloup (rovněž Sloup se sousoším Panny Marie Immaculaty) je barokní sochařské dílo v Bečově nad Teplou v okrese Karlovy Vary v Karlovarském kraji. Od roku 1986 je chráněn jako kulturní památka. Sloup je součástí městské památkové zóny Bečov nad Teplou, stanovené Ministerstvem kultury České republiky vyhláškou č. 476/1992 Sb. ze dne 10.9.1992 o prohlášení území historických jader vybraných měst za památkové zóny.

## Historie

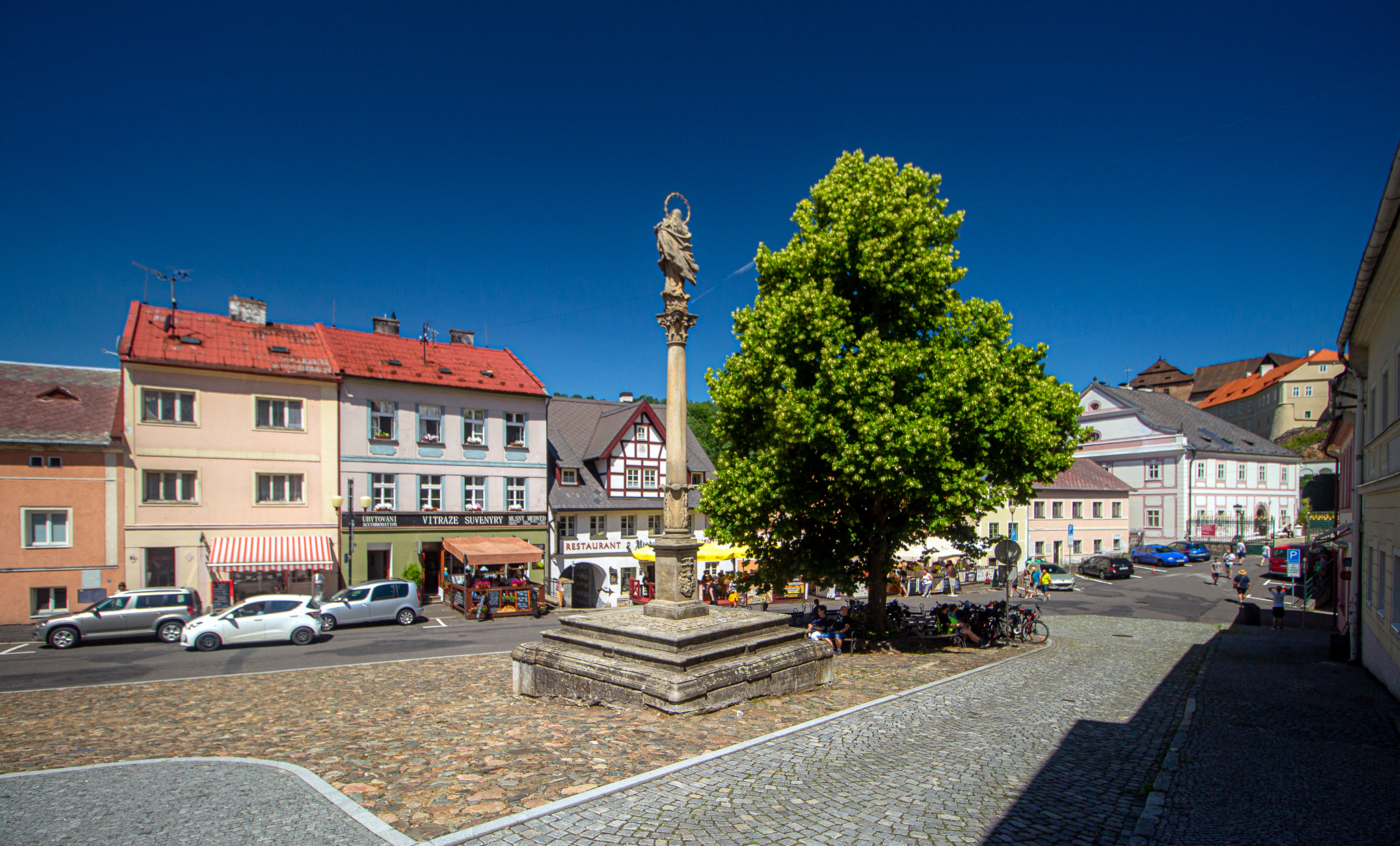
Sloup Panny Marie na bečovském náměstí

Mariánský sloup v Bečově nad Teplou nechal postavit roku 1680 Jan Adam hrabě z Questenbergu, tehdejší majitel bečovského panství. Téhož roku jej dne 21. července posvětil tepelský opat Bedřich II. Uhl (1670–1682). 
Mylný je údaj, který dle nedochovaného nápisu, pocházejícího pravděpodobně z opravy v roce 1891, uváděl rok 1632. O sloupu se píše v soupisu soch bečovské farnosti, kde uvádí, že sochu Neposkvrněného Početí Panny Marie v životní velikosti nechal postavit hrabě Questenberg, jelikož zde před dvěma stoletími panovala velká úmrtnost. O dřívějším udržování sochy chybí informace, první známá oprava byla provedena v roce 1891. 
V roce 1968 byly opraveny schody okolo sloupu a v roce 1969 byla restaurována socha Panny Marie. V restaurátorské zprávě se uvádí, že socha je značně poškozená, zlacení svatozáře zcela zmizelo. Ocelový drát upevňující hvězdy je korozí téměř zničen. Hlavice a pata sloupu jsou značně poškozené, podstavec je prasklý, dřívější kovová vyztužení jsou poškozena korozí a neplní svoji funkci. Při opravách byla sejmuta svatozář, rezavý drát nahrazen mosazným a hvězdy byly pozlaceny. Chybějící části sochy byly doplněny umělým kamenem. Rovněž byla odstraněna betonová ohrádka kolem podstavce. Poslední restaurování sloupu se uskutečnilo v letech 1994–1995. Během restaurátorských prací se ukázalo, že stav sloupu je špatný a pro většinu jeho částí bude potřeba zhotovit nové výdusky z umělého kamene a originály deponovat na jiném místě. Po rozebrání celého sloupu byly jednotlivé části převezeny do pražského atelieru a bylo rozhodnuto o uložení originálu sochy Panny Marie do areálu bečovského hradu.

## Popis

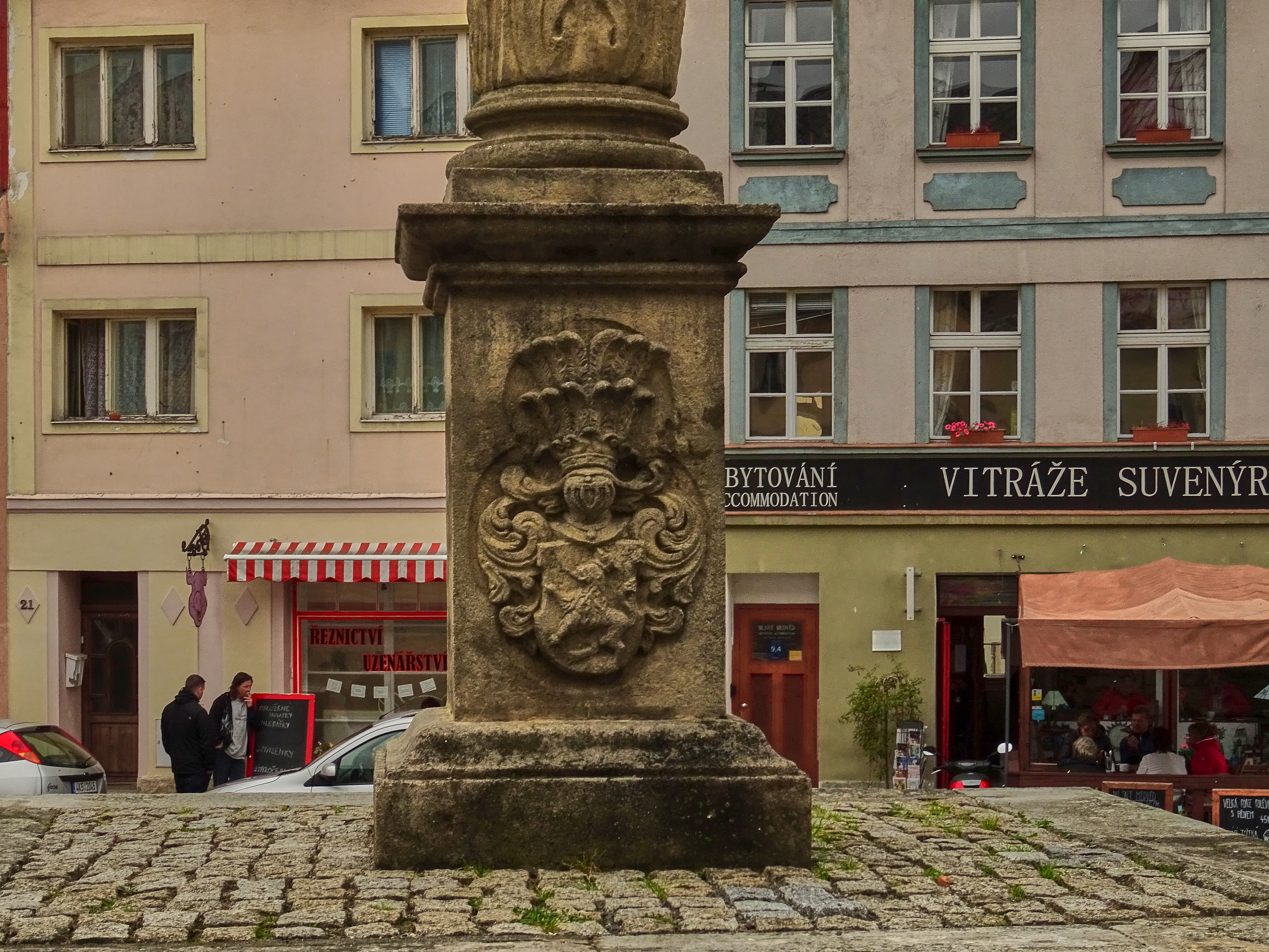
Rodový znak Questenberků na podstavci sloupu

Sloup se nachází v zadlážděné svažité ploše pod radnici, severně od kostela svatého Jiří, jižně od bečovského hradu a zámku. Stojí na čtvercové základně se třemi schodišťovými stupni. Na horním stupni na profilové římse stojí čtyřboký sokl s erbem rodu Questenbergů, umístěný na čelní straně a znakem města Bečova na zadní straně. Na patě římsy stojí štíhlý sloup s kalichem z akantových listů nad patkou. Dřík je hladký zakončený korintskou hlavicí, která nese vrcholové sousoší. Sousoší představuje Pannu Marii Immaculatu stojící na zeměkouli ovinuté hadem, s obličejem obráceným k nebi. Volné roucho vlaje ve velkých záhybech. Okolo hlavy má zlacenou svatozář s hvězdami.
Původní sloup se sousoším byl zhotoven z pískovce, po restaurování zbyl z původního sloupu jen dřík. Ostatní části, tj. kopie sochy Panny Marie, soklu, kalichu a hlavice jsou výdusky z umělého kamene.